# مخروط پاشیده

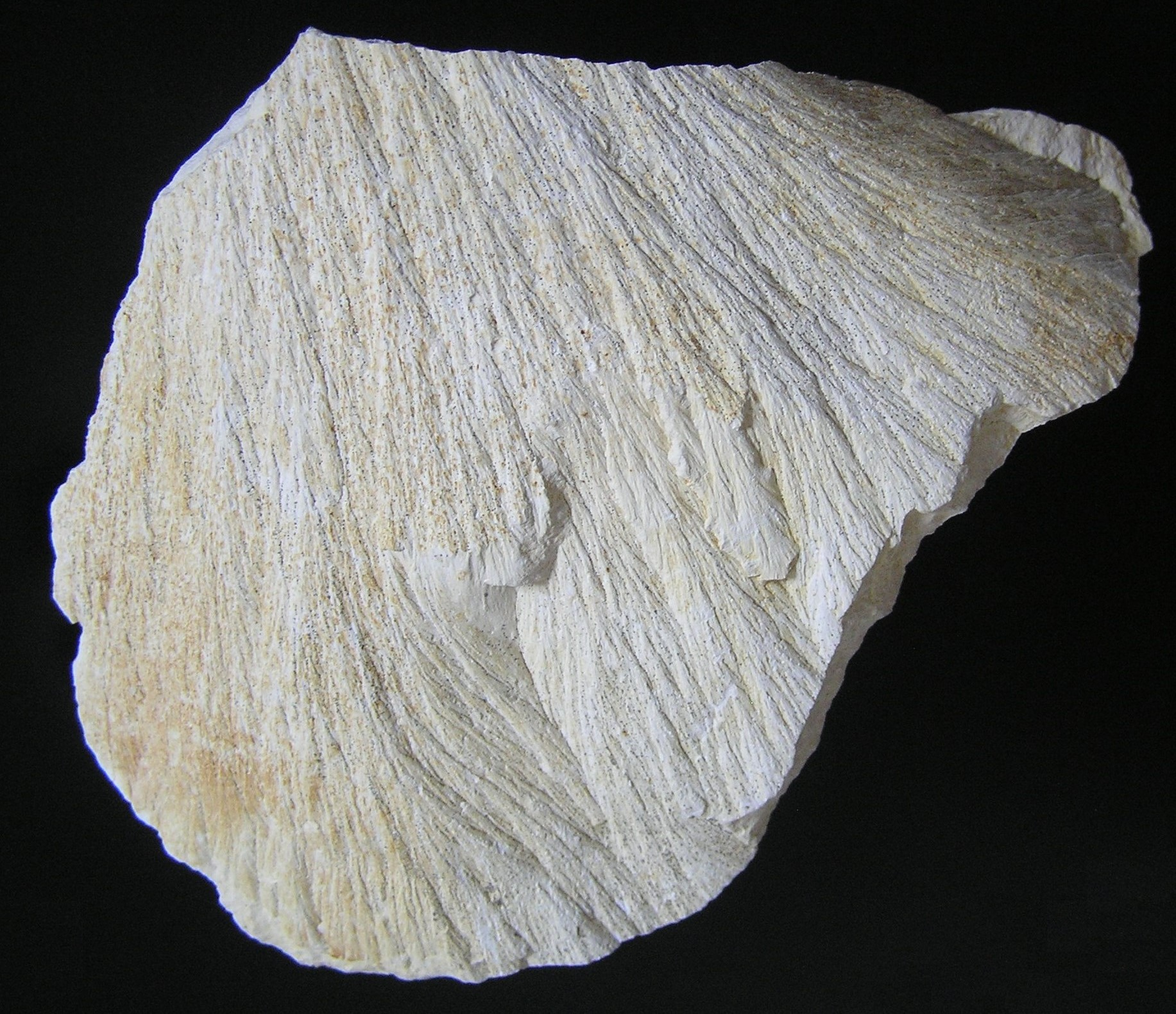
مخروط پاشیده از حوضه اشتاینهایم (محل نوع)، آلمان

مخروط پاشیده (به انگلیسی: Shatter cone)، ویژگی‌های زمین‌شناسی نادری هستند که فقط در سنگ‌بستر زیر دهانه‌های برخورد شهاب‌سنگ یا انفجارهای هسته‌ای زیرزمینی (Underground nuclear explosions) شکل می‌گیرند. آنها شواهدی هستند مبنی بر اینکه سنگ تحت یک شوک (Shock) با فشارهایی در محدوده ۲ تا ۳۰ گیگا پاسکال (۲۹۰٬۰۰۰–۴٬۳۵۰٬۰۰۰ پی‌اس‌آی) قرار گرفته است.

## ریخت‌شناسی

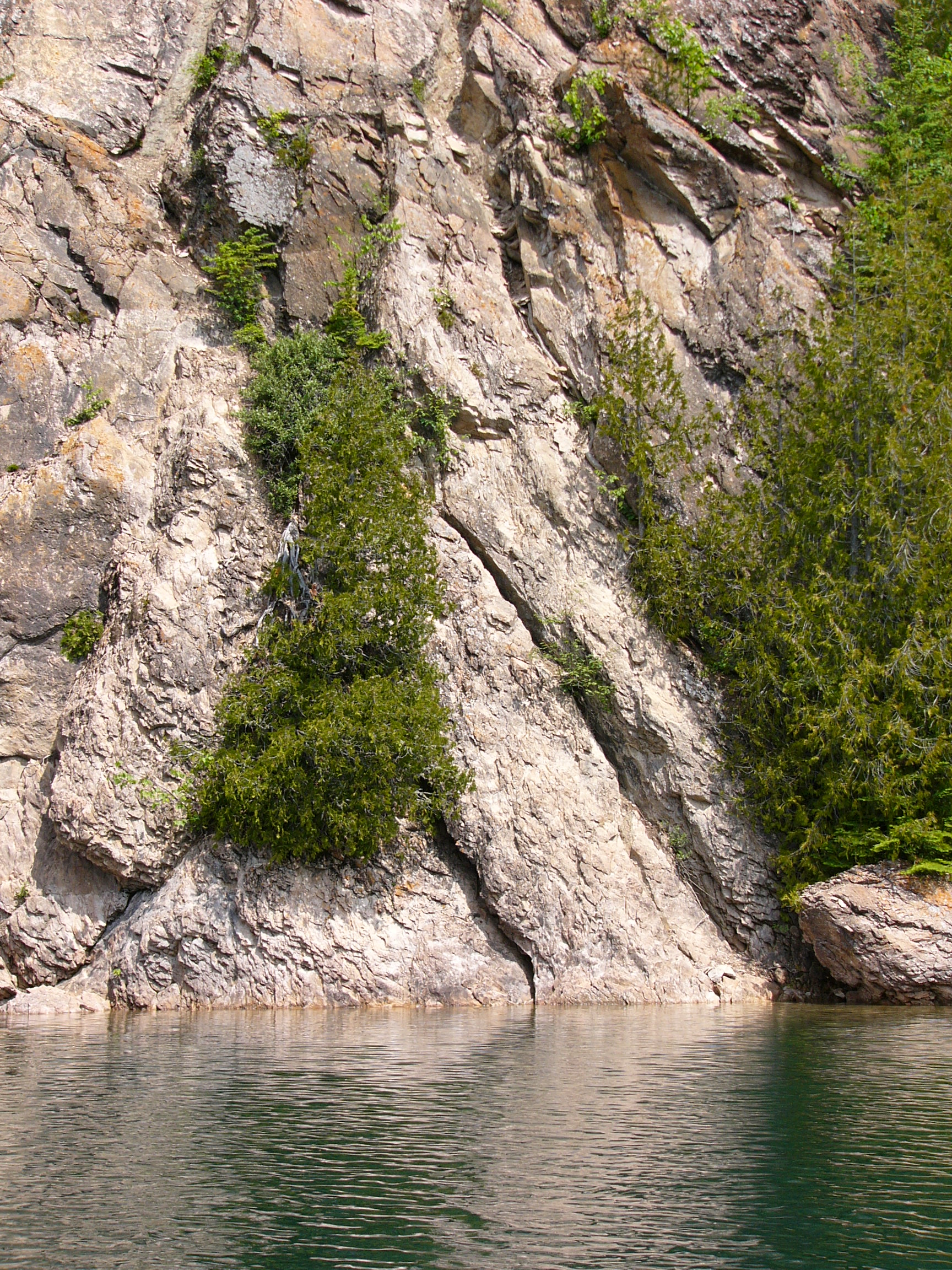
بزرگ‌ترین مخروط پاشیده ثبت شده، بیش از ۹ متر ارتفاع، جزایر اسلیت، خلیج تراس، انتاریو، کانادا

مخروط‌های پاشیده شکل مخروطی مشخصی دارند که از بالای (راس) مخروط‌ها تابش می‌کند و مخروط روی مخروط را در مقیاس‌های بزرگ و کوچک در همان نمونه تکرار می‌کند. گاهی در کنار مخروط بزرگتر شکل قاشقی بیشتری دارند. در سنگ‌های با دانه‌های ریزتر مانند سنگ آهک، آنها یک الگوی «دم اسبی» به راحتی قابل تشخیص با شیارهای نازک (striae) تشکیل می‌دهند.
سنگ‌های دانه درشت‌تر تمایل به تولید مخروط پاشیده کمتر توسعه‌یافته دارند که ممکن است تشخیص آن از سایر سازندهای زمین‌شناسی مانند لغزش‌ها (Slickenside) دشوار باشد. زمین‌شناسان تئوری‌های مختلفی در مورد اینکه چه چیزی باعث تشکیل مخروط پاشیده می‌شود، از جمله فشردگی توسط موج در حین عبور از سنگ یا کشش، زمانی که سنگ‌ها پس از کاهش فشار به عقب بازمی‌گردند، دارند. نتیجه شکستگی‌های بزرگ و کوچک انشعابی در سراسر سنگ‌ها است.
مخروط پاشیده می‌توانند از اندازه میکروسکوپی تا چندین متر متغیر باشند. بزرگ‌ترین مخروط پاشیده شناخته شده در جهان (بیش از ۱۰ متر طول) در جزایر اسلیت (Slate Islands) در خلیج تراس، انتاریو، کانادا واقع شده است. سمت محور مخروط‌ها معمولاً از نقطه برخورد به سمت بیرون تابش می‌کنند، با این که مخروط‌ها به سمت بالا و به سمت مرکز دهانه برخوردی هستند، اگرچه جهت‌گیری برخی از سنگ‌ها با فرآیندهای زمین‌شناسی پس از دهانه در محل تغییر کرده است.